# Chiến binh nụ cười
Chiến binh nụ cười - Smile Precure là một bộ phim anime và là phần anime thứ chín trong Pretty Cure của Izumi Todo. Được sản xuất bởi Toei Animation, tác giả là Yonemura Shōji, cây bút chính nổi tiếng của Glass Fleet và Kamen Rider Kabuto. Nhân vật được thiết kế bởi Toshie Kawamura. Tại Việt Nam, bộ phim đã được cấp phép cho HTV7 dưới tựa đề tiếng Việt chính thức là "Chiến binh nụ cười" vào ngày 23 tháng 10 năm 2014.

## Cốt truyện
Câu chuyện kể về năm thiếu nữ trung học trở thành các chiến binh phép thuật chiến đấu với thế lực xấu xa. Họ thu thập huy hiệu và nâng cấp phép thuật để đánh bại quốc vương Pierrot và các đồng lõa của hắn khỏi biến thế giới trở thành một kết cục bi thương.

## Nhân vật
1.Miyuki Hoshizora (星空 み ゆ き Hoshizora Miyuki?) / Cure Happy (キ ュ ア ハ ッ ピ ー Kyua Hãppy) - Chiến binh Hạnh Phúc
Miyuki là nhân vật chính, cô 14 tuổi và là học sinh mới chuyển đến trường trung học Nanairogaoka. Tính tình vui vẻ, tốt bụng, lạc quan, thân thiện nhưng đôi khi cũng rất vụng về, hay quên. Cô có sở thích đọc sách, nhất là truyện cổ tích. Miyuki luôn tin vào sức mạnh của niềm vui, niềm hạnh phúc sẽ mang đến những điều kì diệu trong cuộc sống. Cô bé luôn gắn liền với câu nói:"Hãy luôn luôn tươi cười thì may mắn sẽ tới thôi!!!" Thỉnh thoảng, nó còn là động lực để Miyuki tiếp tục đứng dậy chiến đấu
Câu khẩu hiệu biến hình: Ánh sáng lấp lánh cùng tỏa sáng ! Ánh sáng của tương lai! " Chiến binh Hạnh Phúc (Cure Happy!) (Twinkling, shining, light of the future! Cure Happy!)
2. Akane Hino (日野 あかね Hino Akane?) / Cure Sunny (キュアサニー Kyua Sanī?)- Chiến binh Ánh Dương
Là bạn cùng lớp với Miyuki - Akane đến từ Osaka, chuyển trường trước Miyuki 1 năm, ở nhà ba mẹ có mở một cửa hàng pizza kiểu Nhật.
Cô là một trong những thành viên câu lạc bộ bóng chuyền của trường. Tính tình hài hước, năng động, thích trêu ghẹo mọi người, luôn luôn quyết tâm thực hiện mục tiêu của mình. Đạc biệt, Akane rất biết cách khơi dậy tinh thần chiến đấu hết mình ở mọi người.
Câu khẩu hiệu biến hình: "Mặt trời rực sáng, năng lượng nhiệt huyết, ! Chiến binh Ánh Dương (Cure Sunny!) (The brilliant sun, hot-blooded power! Cure Sunny!)
3.Yayoi Kise (黄 瀬 や よ い Kise Yayoi) / Cure Peace  (キ ュ ア ピ ー ス Kyua Pisu)  – Chiến binh Hòa Bình
Bạn cùng lớp với Miyuki, Akane, Nao và Reika, có năng khiếu vẽ, rất khéo tay. Tính cách Yayoi hơi nhút nhát, dễ mắc cỡ, dễ khóc nhưng lại rất thân thiện, siêng năng, khi có động lực thì sẽ trở nên mạnh mẽ hơn. Thỉnh thoảng, mọi người bị 1 phen bất ngờ trước sự dũng cảm của cô
Câu khẩu hiệu biến hình: Nhấp nha nhấp nháy chớp lung linh. Oẳn tù tì!  Chiến binh Hoà Bình (Cure Peace!) (Sparkling, glittering, rock-paper-scissors! Cure Peace!)
4.Nao Midorikawa (緑川 なお Midorikawa Nao / Cure March (キュアマーチ Kyua Māch. Chiến binh Sức Sống
Nao là cô gái có cá tính mạnh mẽ, là chị cả trong một gia đình đông anh chị em.
Là thành viên câu lạc bộ bóng đá của trường, chạy rất nhanh, tính tình chững chạc, thẳng thắn, luôn đấu tranh cho công bằng, lẽ phải mặc dù đôi lúc cũng lúng túng khi gặp chuyện rối ren nhưng không bao giờ cô bỏ cuộc trước bà phù thủy Majorina nhưng luôn dũng cảm và đứng dậy.Ở một số tập phim, Nao trở nên yếu đuối trước cô bạn Miyuki.
Câu khẩu hiệu biến hình: Mạnh mẽ hiên ngang, vút bay như gió ! Chiến binh Sức Sống (Cure March!) (Powerful patience, soaring like the wind! Cure March!)
5.Reika Aoki (青木 れ い か Aoki Reika) / Cure Beauty (キ ュ ア ビ ュ ー テ ィ Kyua Bỹuty) Chiến binh Sắc Đẹp
Reika là một cô bé duyên dáng, xinh đẹp, thông minh và tử tế, tuy nhiên khi lòng kiên nhẫn vượt quá giới hạn tính cách của Reika cũng trở nên đáng sợ. Ba của Reika là một họa sĩ, mẹ của Reika luyện tập Aikido còn anh trai thì tập Judo.
Câu khẩu hiệu biến hình: Từng bông tuyết rơi nhẹ nhàng, trái tim thuần khiết! Chiến binh Sắc Đẹp (Cure Beauty!) (Snowing, falling and gathering, a noble heart! Cure Beauty!)
6.Royal Candy (キ ャ ン デ ィ Kyandi?) / Cure Candy (Kyua Kyandi) Chiến binh Candy
Candy là một tiểu thần tiên dễ thương đến từ vương quốc Cổ Tích Marchenland, được gửi đến thế giới loài người để thu thập các huy hiệu thần kỳ, cho đến khi gặp được Miyuki, Akane, Yayoi, Nao, Reika rồi trở thành bạn của họ.Candy là người bạn đồng hành thân thiết với các chiến binh Nụ cười  trong suốt hành trình chống lại phe hắc ám. Là một cô bé dễ thương, vô cùng vô tư và hồn nhiên.
7. Marchenland Pop (ポ ッ プ Poppu?)
Anh trai của Candy ở vương quốc Cổ Tích, có hình dáng giống như một chú sư tử. Pop được giao nhiệm vụ đến trái đất để giao cho các chiến binh Nụ cười chiếc hộp trang sức kì diệu (Décor Décor) để chứa những huy hiệu thần kỳ.